# Николаевское сельское поселение (Неклиновский район)
Николаевское сельское поселение — муниципальное образование в Неклиновском районе Ростовской области.
Глава Николаевского сельского поселения — Ткаченко Максим Владимирович
Административный центр поселения — село Николаевка.

## География
Николаевское сельское поселение находится на юго-востоке Неклиновского района Ростовской области. Общая площадь поселения составляет 48,5 км2. На его территории проживает 7544 человек. 
Территория поселения граничит:
· на севере — с Троицким и Андреево-Мелентьевским сельскими поселениями Неклиновского района;
· на юге — с г. Таганрог; 
· на востоке — с Самбекским сельским поселением Неклиновского района;
· на западе — с Андреево-Мелентьевским сельским поселением Неклиновского района.
Территория сельского поселения включает в себя земли населённых пунктов, промышленности и транспорта, сельхозназначения, а также лесного и водного фонда. Земли сельскохозяйственного назначения представлены пашней, пастбищами и многолетними насаждениями. 
Центром сельского поселения является с. Николаевка с населением 6583 чел. В границах поселения также расположены: х. Гаевка, пос. Ореховый. 
По территории сельского поселения проходят автомобильные дороги: — подъезд от автомобильной дороги «г. Таганрог — с. Покровское» к с. Троицкое; — автомагистраль М-23 «Ростов-на-Дону — г. Таганрог — граница с Украиной». Расстояние от с. Николаевка до районного центра с. Покровское — 18 км; до областного центра г. Ростова-на-Дону — 69 км; до ближайшей ж. д. станции «Кушнарёвка» — 5,6 км; до г. Таганрога — 5,2 км.

## История
В 1769 году между реками Самбек и Миус были поселены государственные крестьяне, всего 500 душ семейного запорожского казачества. Они вместе с казёнными крестьянами положили начало трём слободам: Нижней (6 322 десятины земли), Средней (8446 десятины земли), Верхней (13200 десятины земли). 
В Нижней слободе в 1811 году построили церковь. Главный престольный праздник Николая дал название селу — Николаевка. Близость Николаевки к Таганрогу сказалась на занятиях жителей села. Земля вокруг Николаевки имела бугристую поверхность с небольшим слоем плодородной земли. Много участков, где на поверхность выступает камень-ракушечник. 
В 1893 году в Николаевке было 482 двора. Население составляло 6228 человек. Многие крестьяне земли не имели. Николаевцы уходили в город в поисках работы. 
В 1896 году, с началом строительства в г. Таганроге Металлургического завода, отток на заработки среди николаевцев усиливается. В 1876 году в области Войска Донского были введены заставы. В это время открывается земская школа в Николаевке. К концу XIX столетия в Николаевке было уже три школы: казённая, церковно-приходская и женская на общественные деньги. 
По сведениям Таганрогского краеведческого музея, на территории Николаевки в 1900 г. было 15 кузниц, 20 ветряных мельниц, 10 лавок, 3 кабака, 1 фельдшерский пункт, 4 училища-школы с 9 учителями. 
Весть о февральской революции и отречении Николая II от престола дошла до села 4 марта 1917 года. В Николаевке был создан Совет крестьянских депутатов. После октябрьских событий 1917 года Совет в селе заработал активно. Землю объявили общей собственностью. 
В 1926 году произошёл передел территории между Российской и Украинской республиками. Николаевка отошла к РСФСР. 
В 1929 году началась коллективизация. В Николаевке создали колхоз «Красный повстанец». 4-я бригада, в большинстве рыбаки, выделилась в отдельный колхоз «имени М. Фрунзе». Для ловли рыбы за рыбколхозом была закреплена акватория Миусского лимана в 6000 га и акватория Таганрогского залива от села Приморка до металлургического завода г. Таганрога протяжённостью в 5 км. Этим водоёмом рыбколхоз пользовался до 1939 года. Вся выловленная рыба перерабатывалась в рыбцехах колхоза и реализовывалась по нарядам Доно-Кубанского рыбтреста. В 1932 году согласно постановлению правительства переработка рыбы была передана Миусскому рыбзаводу города Таганрога. Кроме рыбы колхоз ловил ракушку-перловицу. Она шла на Таганрогскую пуговичную фабрику. В отдельные годы ракушки вылавливалось до 10000 центнеров в год. Колхоз просуществовал до 1952 года. Был введён запрет на ловлю рыбы в Миусском лимане в период нереста. Рыболовецкое хозяйство отошло на участок Кривая Коса. В Николаевке сохранились бригады, где специализировались на пропашных культурах. Они слились с колхозом «Россия». С образованием колхозов изменилась жизнь николаевцев. Взрослое население работало на полеводческих станах колхоза «Красный повстанец». Много мужчин работало в рыбхозе и на заводах города Таганрога. В 1930 году в Николаевке была образована МТС. А в 1933 году отделение МТС расположилось по соседству с Николаевкой в селе А.-Меленьтьево. Увеличилось количество тракторов. В период Великой Отечественной войны — 680 дней гитлеровцы находились в Николаевке. Они разрушили 4 школьных здания, библиотеку, клуб, магазин, много повредили жилых домов. Растащили имущество двух колхозов. Материальный ущерб достиг 10 млн рублей. Освобождено село было 30 августа 1943 года войсками 347-й стрелковой дивизии.

## Административное устройство
В состав Николаевского сельского поселения входят:
- село Николаевка;
- хутор Гаевка;
- посёлок Ореховый.

## Население
| 2010  | 2012  | 2013  | 2014  | 2015  | 2016  | 2017  |
| ----- | ----- | ----- | ----- | ----- | ----- | ----- |
| 7194  | ↗7346 | ↗7461 | ↗7489 | ↘7464 | ↘7382 | ↗7424 |
| 2018  | 2019  | 2020  | 2021  |       |       |       |
| ↗7593 | ↗7717 | ↗7976 | ↗8134 |       |       |       |

Динамика населения: